# Критерій Сильвестра
Критерій Сильвестра визначає чи є ермітова матриця додатно визначеною (від'ємноозначеною). Названий за іменем англійського математика Джеймса Джозефа Сильвестра.
Якщо квадратична форма в деякому базисі має матрицю {\displaystyle \ (a_{ij})}.
{\displaystyle \Delta _{i}={\begin{vmatrix}a_{11}&\ldots &a_{1i}\\\ldots &\ldots &\ldots \\a_{i1}&\ldots &a_{ii}\end{vmatrix}}}.
- Квадратична форма є додатно визначеною тоді і тільки тоді, коли всі кутові мінори її матриці {\displaystyle \ \Delta _{i}} строго додатні.
- Квадратична форма є від'ємно визначеною тоді і тільки тоді, коли знаки всіх кутових мінорів її матриці чергуються, причому {\displaystyle \ \Delta _{1}<0}.

Доведення критерію Сильвестра базується на методі Якобі приведення квадратичної форми до канонічного вигляду.